# Aurelia Brădeanu
Aurelia Brădeanu; z domu Stoica (ur. 5 maja 1979 w Slatinie) – rumuńska piłkarka ręczna, reprezentantka kraju, grająca na pozycji środkowej rozgrywającej. Obecnie występuje w drużynie C.S. Oltchim Râmnicu Vâlcea.
Wicemistrzyni Świata z 2005 r.
Brązowa medalistka mistrzostw Europy z 2010 r.

## Sukcesy

### reprezentacyjne
- wicemistrzyni Świata  (2005)
- brązowy medal mistrzostw Europy  (2010)

### klubowe
- mistrzostwo Rumunii  (1998, 1999, 2000, 2002, 2012)
- puchar Rumunii  (1998, 1999, 2000, 2001, 2002)
- finalistka pucharu zdobywców pucharów  (2002)
- mistrzostwo Węgier  (2005, 2006, 2008, 2009, 2010, 2011)
- wicemistrzostwo Węgier  (2007)
- puchar Węgier  (2005, 2006, 2007, 2008, 2009, 2010, 2011)
- finalista Ligi Mistrzyń  (2009)
- finalistka pucharu EHF  (2005)
- liga mistrzyń  (2016)